# Anthomyza pleuralis
Anthomyza pleuralis is een vliegensoort uit de familie van de Anthomyzidae. De wetenschappelijke naam van de soort is voor het eerst geldig gepubliceerd in 1928 door Czerny.